# Hypoperigea rubrisparsa
Hypoperigea rubrisparsa är en fjärilsart som beskrevs av Turner 1904. Hypoperigea rubrisparsa ingår i släktet Hypoperigea och familjen nattflyn. Inga underarter finns listade i Catalogue of Life.